# Madison International Speedway
O Madison International Speedway é um autódromo localizado em Rutland, no estado de Wisconsin, Estados Unidos.
O circuito tem um formato oval com 0,8 km (0,5 milhas) de extensão. Foi inaugurado em 1969 e atualmente recebe corridas da ARCA Racing Series e da World of Outlaws.